# Oberstreu
Oberstreu – miejscowość i gmina w Niemczech, w kraju związkowym Bawaria, w rejencji Dolna Frankonia, w regionie Main-Rhön, w powiecie Rhön-Grabfeld, wchodzi w skład wspólnoty administracyjnej Mellrichstadt. Leży w Grabfeldzie, około 10 km na północ od Bad Neustadt an der Saale, nad rzeką Streu, przy drodze B19 i linii kolejowej Eisenach – Schweinfurt.

## Dzielnice
W skład gminy wchodzą dwie dzielnice Mittelstreu i Oberstreu.

## Demografia
| Rok  | Liczba mieszk. |
| ---- | -------------- |
| 1970 | 1.632          |
| 1987 | 1.481          |
| 2000 | 1.643          |
| 2005 | 1.689          |

## Oświata
(na 1999)

W gminie znajduje się 75 miejsc przedszkolnych (z 63 dziećmi) oraz szkoła podstawowa (5 nauczycieli, 99 uczniów).